# Strangalia conicollis
Strangalia conicollis là một loài bọ cánh cứng trong họ Cerambycidae.